# Koningsbergse marsepein

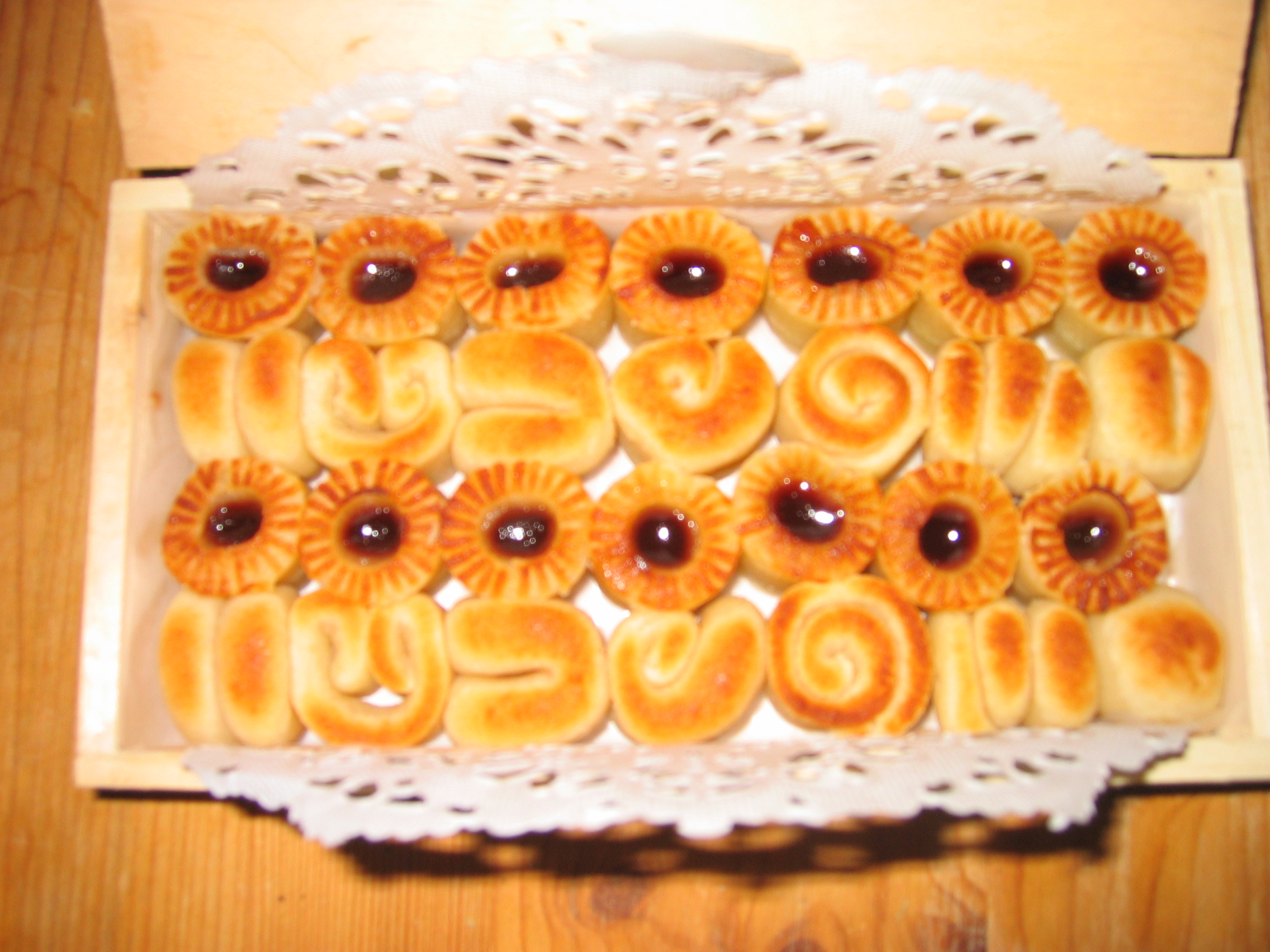
Koningsbergse marsepein van de firma Gehlhaar

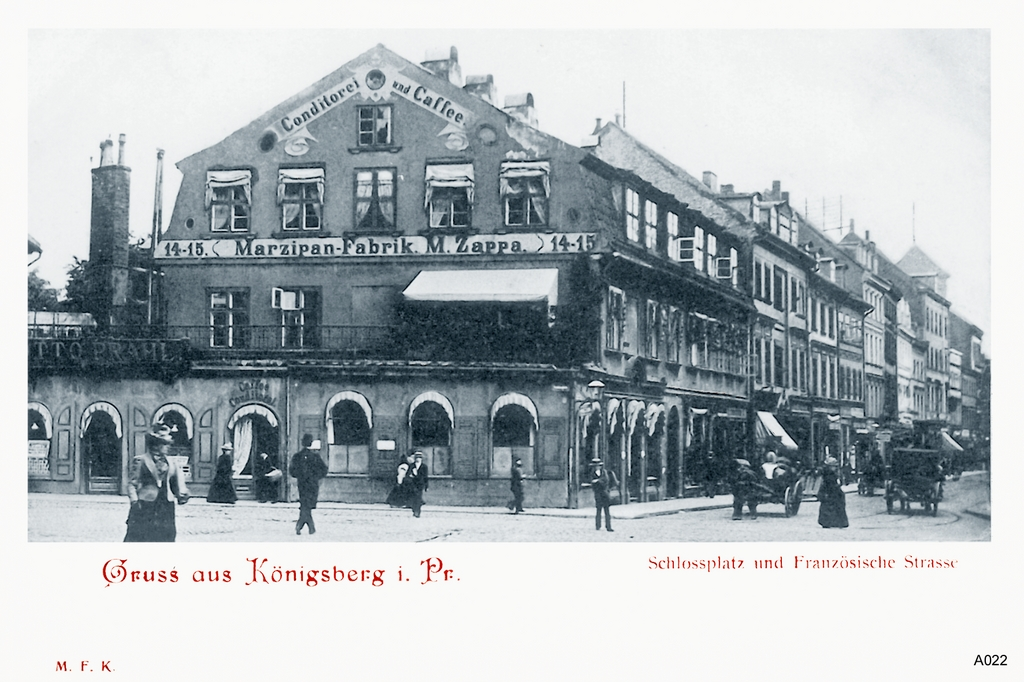
Marsepeinfabriek Zappa op de Französischen Straße, dicht bij het slot

Koningsbergse marsepein (Duits: Königsberger Marzipan) is een soort marsepein die ontwikkeld werd in de 18de eeuw in de Oost-Pruisische hoofdstad Koningsbergen, thans het Russische Kaliningrad. Aanvankelijk was de marsepein enkel te krijgen aan het hof van de hertog en werd later gemeengoed. De marsepein wordt bereid met amandelen, fijne poedersuiker, rozenwater, eiwit en citroensap. Het uiterlijk is typisch geel-bruin.
Tegenwoordig wordt de Koningsbergse marsepein niet meer in de stad vervaardigd, wel in Bad Wörishofen, Wiesbaden, Lübeck en Toledo (Spanje).